# Hanna Hus'kova
Hanna Andrėeŭna Hus'kova (in bielorusso Ганна Гуськова?; Minsk, 28 agosto 1992) è una sciatrice freestyle bielorussa, specialista nei salti.

## Biografia
Hus'kova ha ottenuto la sua prima vittoria in Coppa del Mondo il 16 dicembre 2017 a Secret Garden, in Cina. Più tardi nella stagione si laurea campionessa olimpica nei salti a Pyeongchang 2018, precedendo le atlete cinesi Zhang Xin e Kong Fanyu. Nei Giochi successivi a Pechino 2022 conferma il podio olimpico, con l'argento dietro alla cinese Xu Mengtao.

## Palmarès

### Olimpiadi
- 1 medaglia:
  - 1 oro (salti a Pyeongchang 2018)
  - 1 argento (salti a Pechino 2022)

### Coppa del Mondo
- Miglior piazzamento in classifica generale di Coppa del Mondo: 5ª nel 2018
- 5 podi:
  - 2 vittorie
  - 1 secondo posto
  - 3 terzi posti

#### Coppa del Mondo - vittorie
| Data             | Luogo         | Paese  | Disciplina |
| ---------------- | ------------- | ------ | ---------- |
| 16 dicembre 2017 | Secret Garden | Cina   | AE         |
| 15 febbraio 2020 | Mosca         | Russia | AE         |

Legenda:

AE = salti